# ジョチ・チャウルカン
ジョチ・チャウルカン（モンゴル語: J̌öči ča'urqan,中国語: 朔魯罕,? - ?）とは、13世紀初頭のトランギト・ジャライル氏族長で、チンギス・カンに仕えてモンゴル帝国の千人隊長となった人物。
『元史』などの漢文史料では朔魯罕(shuòlŭhǎn)、『集史』などのペルシア語史料ではجوچی جاورقای(jūchī jāūrqāī)と記される。

## 概要
『集史』「ジャライル部族志」によると、かつて強大であったジャライル・ウルスはある時モンゴル・ウルスと戦争になってメネン・トドンら主立った者を殺したが、唯一生き残ったメネン・トドンの息子カイドゥ（チンギス・カンの先祖）がモンゴル・ウルスを再興し、更にジャライル・ウルスを征服してモンゴルの隷属民にしたという。『集史』「チンギス・カン紀」によると、ジョチ・チャウルカンらの先祖はこの時カイドゥの捕虜となり、キヤト・ボルジギン氏の隷属民となった家系であったという。
『元史』によると、チャウルカンの父はコゴチャ（Qoγoča>豁火察/huōhuŏchá）といい、チンギス・カンに仕えて戦では精兵を率い常に先鋒を務めていたという。コゴチャの息子がジョチ・チャウルカン、ジョチ・ダルマラ兄弟であった。
チャウルカンも父のコゴチャと同様にチンギス・カンに仕えたが、ある時讒言にあってチンギス・カンに見えることができなくなってしまった。そこでチャウルカンはチンギス・カンが外出するのを見計らって直訴して「私は本当は無罪なのです。もし私に罪があるというのならすぐに殺して下さい。地下で先帝たちに従いましょう。そうでなければ、私をお許し下さい」と述べ、チンギス・カンは笑ってチャウルカンを許し再び登用したという。1206年にモンゴル帝国が建国されるとチャウルカンはチンギス・カンより千人隊長に任じられ、『モンゴル秘史』の功臣表では45位に列せられた。
1211年、モンゴル帝国による金朝遠征が始まると、緒戦の野孤嶺の戦いでチャウルカンは流れ矢に当たりながらも奮戦し、金朝軍を破った。戦後、自陣に帰ったチャウルカンは矢を抜いたが出血のため昏倒してしまった。チンギス・カンは自ら薬をもってチャウルカンを見舞ったが、遂にチャウルカンが再び立つことはなかった。チンギス・カンは自らの片腕とも言うべきチャウルカンが亡くなったことを嘆き、その家族に馬400匹及び錦綺を与えた。
チャウルカンの死後、息子のテムデイがチャウルカンの地位を継いだ。テムデイはオゴデイ・カアンにより華北方面のタンマチ司令官に任ぜられ、これ以後テムデイの家系は代々この軍団の司令官を務めるようになった。

## トランギト・ジャライル部
- コゴチャ（Qoγoča ＞豁火察/huōhuŏchá）
  - ジョチ・チャウルカン（J̌öči ča'urqan ＞朔魯罕/shuòlŭhǎn,جوچی جاورقای/jūchī jāūrqāī）
    - テムデイ（Temüdei ＞忒木台/tèmùtái）
      - アウルクチ（A'uruγči ＞奥魯赤/àolŭchì）
        - バイジュ（Baiǰu ＞拜住/bàizhù）
        - トゴン・ブカ（Toγon buqa ＞脱桓不花/tuōhuán bùhuā）

  - ジョチ・ダルマラ（J̌öči darmala ＞拙赤答児馬剌/zhuōchì dáérmǎlà,جوچی ترمر/jūchī tarmala）
    - クトクト（Qutuqtu ＞قوتوقتو/qūtūtqū）
    - クトクダル（Qutudar ＞قوتوقدار/qūtūqdar）
    - クンドゥカイ（Qunduqai ＞渾都海/húndōuhǎi,قوندقای/qūndqāī）
    - イルゲイ（Ilügei ＞یلکای/īlkāī）
    - アルカン（Arkan ＞ارکن/arkan）